# カルロス・アルベルト・ペーニャ
カルロス・アルベルト・ペーニャ・ロドリゲス（Carlos Alberto Peña Rodríguez 、1990年3月29日 - ）は、メキシコ・タマウリパス州シウダービクトリア出身のプロサッカー選手。エクストラクラサ・GKSティヒ所属。ポジションは、ミッドフィールダー。

## 来歴
2013 CONCACAFゴールドカップでは4試合に出場した。2014 FIFAワールドカップではグループステージ3戦目のコスタリカ戦で途中出場した。

## 代表歴

### 出場大会
- メキシコ代表
  - 2014 FIFAワールドカップ

### 試合数
- 国際Aマッチ 19試合 2得点（2012年-2016年）[2]

| メキシコ代表 | 国際Aマッチ | 国際Aマッチ |
| 年           | 出場        | 得点        |
| ------------ | ----------- | ----------- |
| 2012         | 1           | 0           |
| 2013         | 10          | 2           |
| 2014         | 6           | 0           |
| 2015         | 0           | 0           |
| 2016         | 2           | 0           |
| 通算         | 19          | 2           |

### 得点
| #  | 開催日         | 会場                       | 対戦国           | スコア | 結果 | 試合概要                                  |
| -- | -------------- | -------------------------- | ---------------- | ------ | ---- | ----------------------------------------- |
| 1. | 2013年10月30日 | クアルコム・スタジアム     | フィンランド     | 2–0    | 4–2  | 親善試合                                  |
| 2. | 2013年11月20日 | ウエストパック・スタジアム | ニュージーランド | 4–2    | 4–2  | 2014 FIFAワールドカップ・大陸間プレーオフ |

## タイトル

### クラブ
レオン
- リーガ・デ・アセンソ: 2012
- リーガMX: 2013, 2014

グアダラハラ
- スーペルコパMX: 2016